# Bridgnorth (dystrykt)
Bridgnorth – były dystrykt w hrabstwie Shropshire w Anglii. W 2001 roku dystrykt liczył 52 497 mieszkańców.

## Civil parishes
- Acton Round, Albrighton, Alveley, Astley Abbotts, Aston Botterell, Aston Eyre, Badger, Barrow, Beckbury, Billingsley, Boningale, Boscobel, Bridgnorth, Broseley, Burwarton, Chelmarsh, Chetton, Claverley, Cleobury North, Deuxhill, Ditton Priors, Donington, Eardington, Easthope, Farlow, Glazeley, Highley, Kemberton, Kinlet, Middleton Scriven, Monkhopton, Morville, Much Wenlock, Neen Savage, Neenton, Quatt Malvern, Romsley, Rudge, Ryton, Sheriffhales, Shifnal, Shipton, Sidbury, Stanton Long, Stockton, Stottesdon, Sutton Maddock, Tasley, Tong, Upton Cressett i Worfield[2].